# تشنغجو (مدينة)
تشنغجو هي مدينة تقع في مقاطعة تشنغتشونغ الشمالية في كوريا الجنوبية. تشتهر المدينة بمهرجان سنوي لفنون الدفاع عن النفس الذي يُقام فيها خلال شهر أكتوبر. عاش في المدينة بان كي مون الأمين العام للأمم المتحدة لفترة من حياته.

## رموز
رموز المدينة هي:
- زهرة المدينة: زهرة الأقحوان.
- طائر المدينة: بط الماندرين.
- شجرة المدينة: شجرة التفاح.

## الاقتصاد

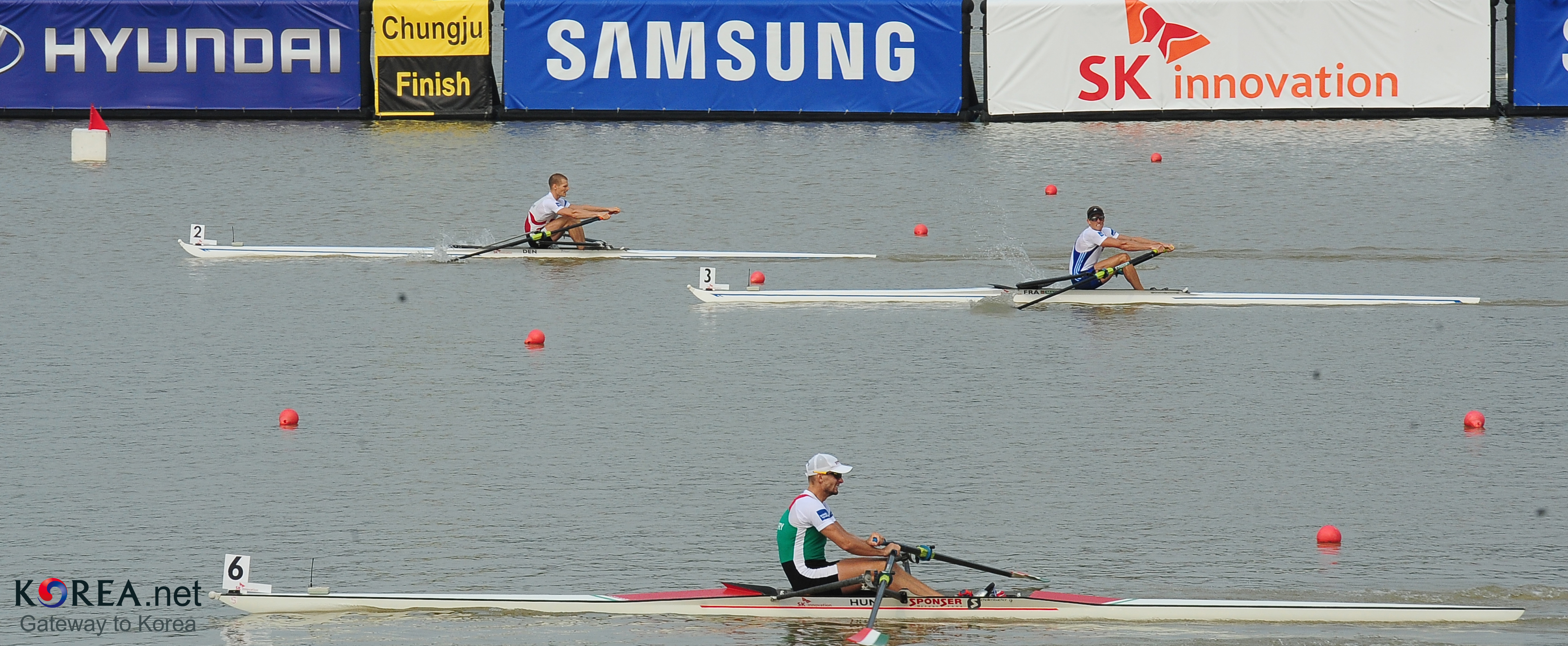
بطولة العالم للتجديف أقيمت بالمدينة

تشتهر تشنغجو بإنتاج التفاح; وذلك بسبب تعرض المدينة لأشعة الشمس بشكل كبير، وبسبب الاختلاف الكبير في درجات الحرارة في المدينة من وقت لآخر. انتقلت زراعة التفاح إلى تشنغجو من الصين قبل حوالي 300 سنة، لكن المدينة بدأت زراعة أشجار التفاح رسمياً عام 1912.

## التعليم
يوجد في تشنغجو جامعتان، جامعة كونكك وجامعة تشنغجو الوطنية. بالإضافة إلى ذلك، تحتوي المدينة على العديد من المدارس الابتدائية والإعدادية والثانوية عالية المستوى.

## المدن التوأمة
| المدينة         | الدولة  | السنة |
| --------------- | ------- | ----- |
| يوغاوارا        | اليابان | 1994  |
| تاي شانغ        | تايوان  | 1969  |
| موساشينو، طوكيو | اليابان | 1997  |
| داكنغ           | الصين   | 2001  |

## أعلام
- غو جا تشول
- سوك هيون جوك
- جنان داي غن
- بان كي مون
- تشوي سون-هو